# کایجانگوسور

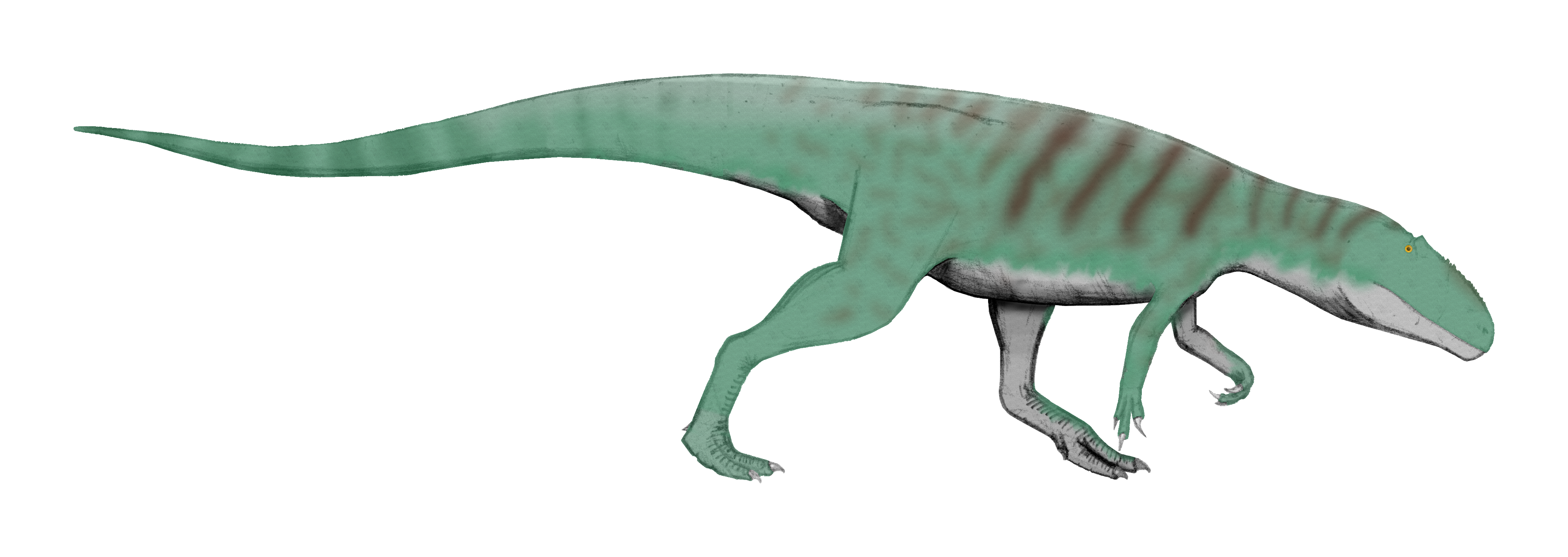
احیای Kaijiangosaurus lini، دایناسور تروپود چینی. اساسا بر اساس چندین اسکلت پل، به ویژه Sinraptor او.

کایجانگوسور (نام علمی: ') نام یک سرده از شاخه طنابداران است.